# Improved Load Bearing Equipment

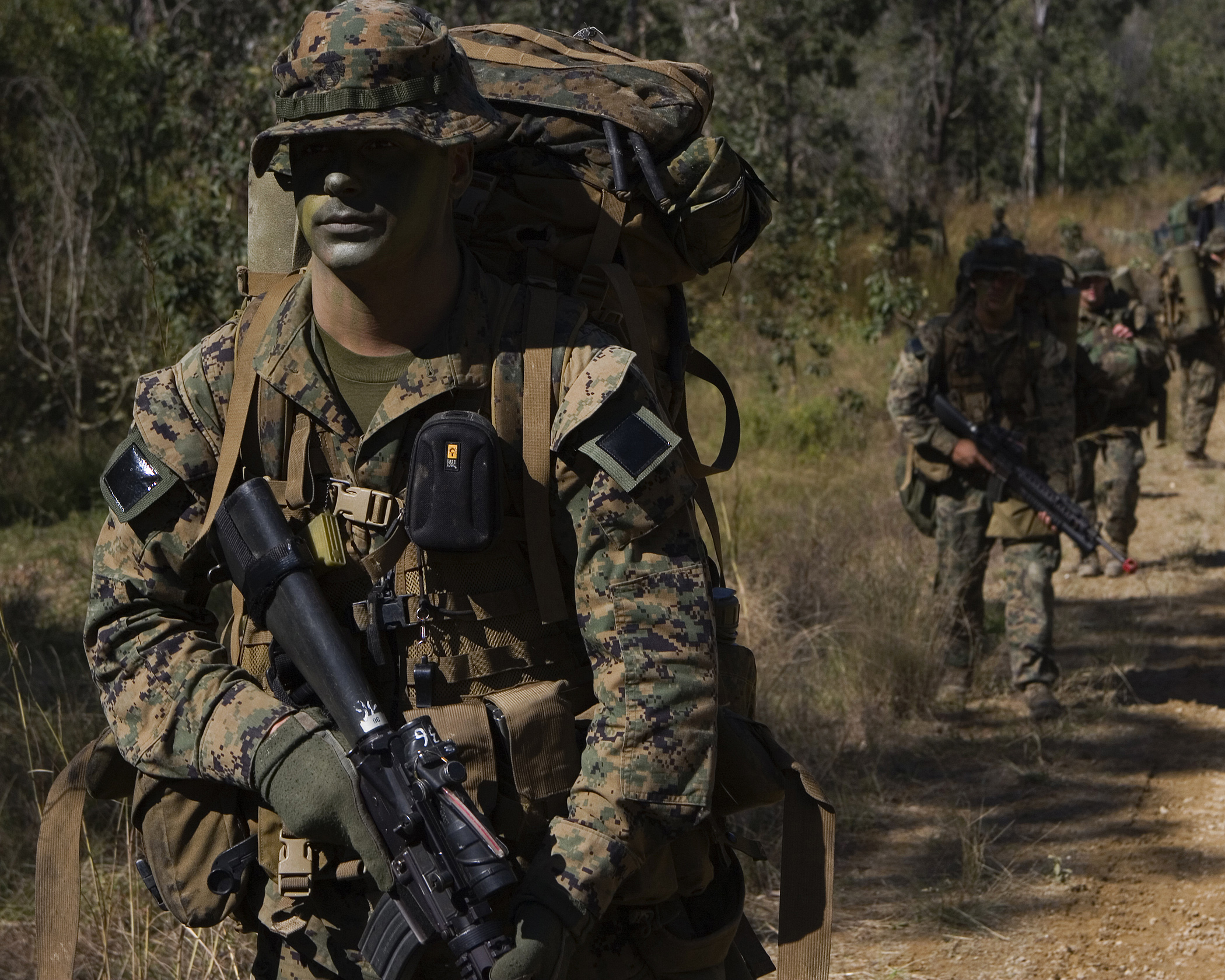
Marines w MCCUU i z ILBE

Improved Load Bearing Equipment albo ILBE – plecak amerykańskiego Korpusu Piechoty Morskiej zaprojektowany, aby zastąpić obecnie używane plecaki w systemach ALICE i MOLLE.

## Historia
ILBE powstało jako następca plecaków systemu MOLLE. Plecaki MOLLE nie zadowalały żołnierzy USMC - były mało trwałe, niewygodne i słabo współpracowały z Interceptor Body Armor System. Z uwagi na to, że modernizacje plecaków MOLLE nie spełniły oczekiwań podjęto prace nad nowym systemem. W roku 2003 podjęto badania i wybrano do testów dwa projekty - firmy Bianchi i Propper International.
Zmiany w stosunku do MOLLE obejmowały:
- Możliwość przenoszenia moździerzy 60mm i 81mm przytroczonych do głównego plecaka
- Zwiększenie maksymalnego ciężaru przenoszonych rzeczy do 120 funtów (55 kg)
- Pojemność plecaka nie przekracza 6000 cali sześciennych (około 96 litrów).
- Odłączany mały plecak patrolowy.

Oba projekty były lżejsze od MOLLE. Testy polowe plecaków przeprowadzono w roku 2003. Ostateczny projekt wybrano 15 stycznia 2004 roku. Wprowadzono zmodyfikowaną wersję firmy Propper International. 

## Opis konstrukcji
ILBE jest produkowane przez zakład Propper Inc. Plecak zrobiony jest z gęstej tkaniny Cordura 725 w kamuflażu Marpat. Jest także pokryty taśmami, do których można doczepić ładownice.
Rodzina plecaków ILBE obejmuje:
- Plecak główny
- Plecak patrolowy
- Wkład nawadniający